# Annette Kluge (Psychologin)
Annette Kluge (* 1967) ist eine deutsche Wirtschaftspsychologin.

## Leben
Nach dem Diplom 1991 am Institut für Psychologie der RWTH Aachen in Arbeits-, Betriebs- und Organisationspsychologie war sie von 1997 bis 2002 Assistentin am Lehrstuhl für Betriebs- und Organisationspsychologie, Institut für Psychologie der RWTH Aachen. Nach der Promotion 1994 im Fach Arbeitswissenschaft und Berufspädagogik/Trainingsforschung an der Universität-Gesamthochschule Kassel     war sie von 2002 bis 2005 Dozentin und Assistenzprofessorin am Lehrstuhl für Organisationspsychologie an der Universität St. Gallen. Nach der Erteilung der venia legendi für das Fach Psychologie 2004 durch die RWTH Aachen war sie von 2008 bis 2014 Professorin für Wirtschafts- und Organisationspsychologie an der Universität Duisburg-Essen. Seit 2014 ist sie Lehrstuhlinhaberin Wirtschaftspsychologie an der Ruhr-Universität Bochum.

## Schriften (Auswahl)
- Erfahrungsmanagement in lernenden Organisationen. Verlag für Angewandte Psychologie, Göttingen 1999, ISBN 3-8017-1174-9.
- Wissenserwerb für das Steuern komplexer Systeme. Pabst Science Publisher, Berlin 2004, ISBN 3-89967-121-X.
- Arbeits- und Organisationspsychologie. Verlag W. Kohlhammer, Stuttgart 2021, ISBN 3-17-026044-8.
- mit Greta Ontrup und Vera Hagemann: HR-Analytics. Eine Einführung in ganzheitliches, datengestütztes Personalmanagement. Hogrefe, Göttingen 2024, ISBN 3-8017-3112-X.